# Список узбекских флагов
На этой странице представлен список флагов, использующихся или использовавшихся на территории современного Узбекистана.

## Ныне используемые флаги

### Государственный флаг
| Флаг | Годы       | Использование                     | Описание |
| ---- | ---------- | --------------------------------- | --- |
|      | 1991—н. в. | Государственный флаг Узбекистана. | Три горизонтальные линии: синяя, белая и зелёная, разделённые двумя тонкими красными линиями. Полумесяц и двенадцать звёзд расположены в левой части верхней синей полосы. |

### Флаги автономных республик Республика Каракалпакистан
| Флаг | Годы       | Использование         | Описание |
| ---- | ---------- | --------------------- | -------- |
|      | 1991—н. в. | Флаг Каракалпакстана. |          |

## Исторические флаги
| Флаг | Годы      | Использование                                                       | Описание |
| ---- | --------- | ------------------------------------------------------------------- | -------- |
|      | 1370—1526 | Флаг государства Тимуридов.                                         |          |
|      | 1785—1870 | Флаг Бухарского эмирата.                                            |          |
|      | …-1917    | Флаг Хорезмского ханство (в русских литературах Хивинское ханство). |          |
|      | 1917—1920 | Флаг Хорезмского ханство (в русских литературах Хивинское ханство). |          |
|      | 1917—1918 | Туркестанской (Кокандской) автономии.                               |          |
|      | 1858—1883 | Флаг Российской империи.                                            |          |
|      | 1883—1917 | Флаг Российской империи.                                            |          |
|      | 1813—1917 | Флаг Российского императорского флота.                              |          |
|      | 1921—1923 | Флаг БНСР.                                                          |          |
|      | 1920—1923 | Флаг ХНСР.                                                          |          |
|      | 1919—1921 | Флаг ТАССР.                                                         |          |
|      | 1921—1924 | Флаг ТАССР.                                                         |          |
|      | 1952—1991 | Флаг Узбекской Советской Социалистической Республики.               |          |
|      | 1934—1937 | Флаг Каракалпакской АССР.                                           |          |
|      | 1937—1952 | Флаг Каракалпакской АССР.                                           |          |
|      | 1952—1991 | Флаг Каракалпакской АССР.                                           |          |
|      | 1923—1955 | Флаг СССР.                                                          |          |
|      | 1955—1980 | Флаг СССР.                                                          |          |
|      | 1980—1991 | Флаг СССР.                                                          |          |
|      | 1946—1991 | Условный декоративный флаг Сухопутных войск ВС СССР.                |          |
|      | 1924—1935 | Флаг ВМФ ВС СССР.                                                   |          |
|      | 1935—1950 | Флаг ВМФ ВС СССР.                                                   |          |
|      | 1950—1992 | Флаг ВМФ ВС СССР.                                                   |          |